# Nákó család
A nagyszentmiklósi gróf Nákó család (más változatban Nakosz család vagy Nákosz család) egy, a 18. században Magyarországra költözött főnemesi család.

## Története
A korabeli leírások szerint 1780 körül Nákó Sándor Makedónia területéről költözött előbb Bécsbe, majd Magyarországra.
Nákó Kristóf és Cyrill 1781-ben Nagyteremia, majd 1782-ben Nagyszentmiklós területén vásároltak birtokokat. Ugyanők 1784. február 27-én nemesi címerlevelet kaptak. Birtokukon került napvilágra 1799-ben a Nagyszentmiklósi kincs, ami miatt jutalmat kellett volna kapjanak; ehelyett végül az örökös Nákó Sándor 1813. február 26-án, Bécsben kelt oklevéllel grófi rangra emelkedett. Ugyanekkor a Temesi Bánságban lévő nagyszentmiklósi uradalomra királyi adománylevelet kaptak. Kristóf 1800-ban megvásárolta Pesten a Hét vezér kávéházat, amely görög kávézóként működött, amíg Nákó Kálmán 1881-ben eladta. Kálmán építtette 1864-ben Nagyszentmiklóson a ma műemlék Nákó-kastélyt.
A család köznemesi ágának utolsó férfisarja, Nákó János 1848-ig bírt földesúri jogokkal. Az ő leánya volt Nákó Mileva, aki jótékonykodásairól volt nevezetes, több településen is alapított leánynevelő intézetet.
A 19. században a család is birtokosa volt a gencsapáti Széchenyi-kastélynak.

## Nevezetes családtagok
- Nákó Sándor (1785–1848)(wd)
- Nákó János(wd) (1814–1889)
- Nákó Kálmán (1822–1902) főrendiházi tag, cs. és kir. kamarás, politikus
- Nákó Mileva, San Marco hercegné (1838–1926) leánynevelő intézet-alapító, jótékonykodásairól nevezetes úrinő
- Nákó Sándor (1871–1923) főrendiházi tag, Fiume kormányzója